# Sylvilagus parentum
Espèce
Sylvilagus parentum, de nom commun Lapin des forêts de plaine du Suriname, est une espèce américaine de la famille des Leporidae.

## Description
Sylvilagus parentum une espèce assez grande, avec une longueur de tête à la croupe de 390 mm, une queue de 25 mm, des oreilles de 6 cm et un poids de 1 460 g. Elle est décrite à partir de spécimens collectés par des scientifiques néerlandais dans les années 1980.

## Taxonomie
L'espèce est découverte en 2017 par Luis Ruedas, professeur de l'université d'État de Portland, qui donne l'attribut parentum en hommage à ses parents.

## Répartition
Sylvilagus parentum est endémique du Suriname. Son habitat naturel est la forêt tropicale humide de Guyane. Sa présence en Guyane est possible.